# John Bartram
John Bartram (Darby, 23 marzo 1699 – 2 settembre 1777) è stato un botanico statunitense.

## Biografia
Padre di William Bartram (1739-1823), celebre ornitologo, e nonno di Thomas Say (1787-1834), altrettanto celebre entomologo, John Bartram fu un autodidatta e per molti anni viaggiò per gli Stati Uniti collezionando piante. Dal Lago Ontario alla Florida, dalla costa atlantica sino alle sponde del fiume Ohio, raccolse numerosissime specie nuove, di cui spedì regolarmente  esemplari in Europa.

A Kingessing, in Pennsylvania, fondò il primo Orto botanico degli Stati Uniti, che porta il suo nome: il Bartram's Garden, e nel 1742 fu cofondatore dell'American Philosophical Society assieme a Benjamin Franklin.

Nel 1715 il re Giorgio III nominò Bartram "botanico reale", carica che egli conservò sino alla morte. 

Non lasciò nessuna opera scientifica, ma i suoi viaggi (spesso finanziati dai suoi corrispondenti europei), fanno di lui uno dei fondatori della Botanica americana.